# 克拉克縣 (內華達州)
克拉克縣（英語：Clark County）是美国内华达州南部的一個郡，西鄰加利福尼亚州，東以科羅拉多河與亞利桑那州隔開。

## 概述

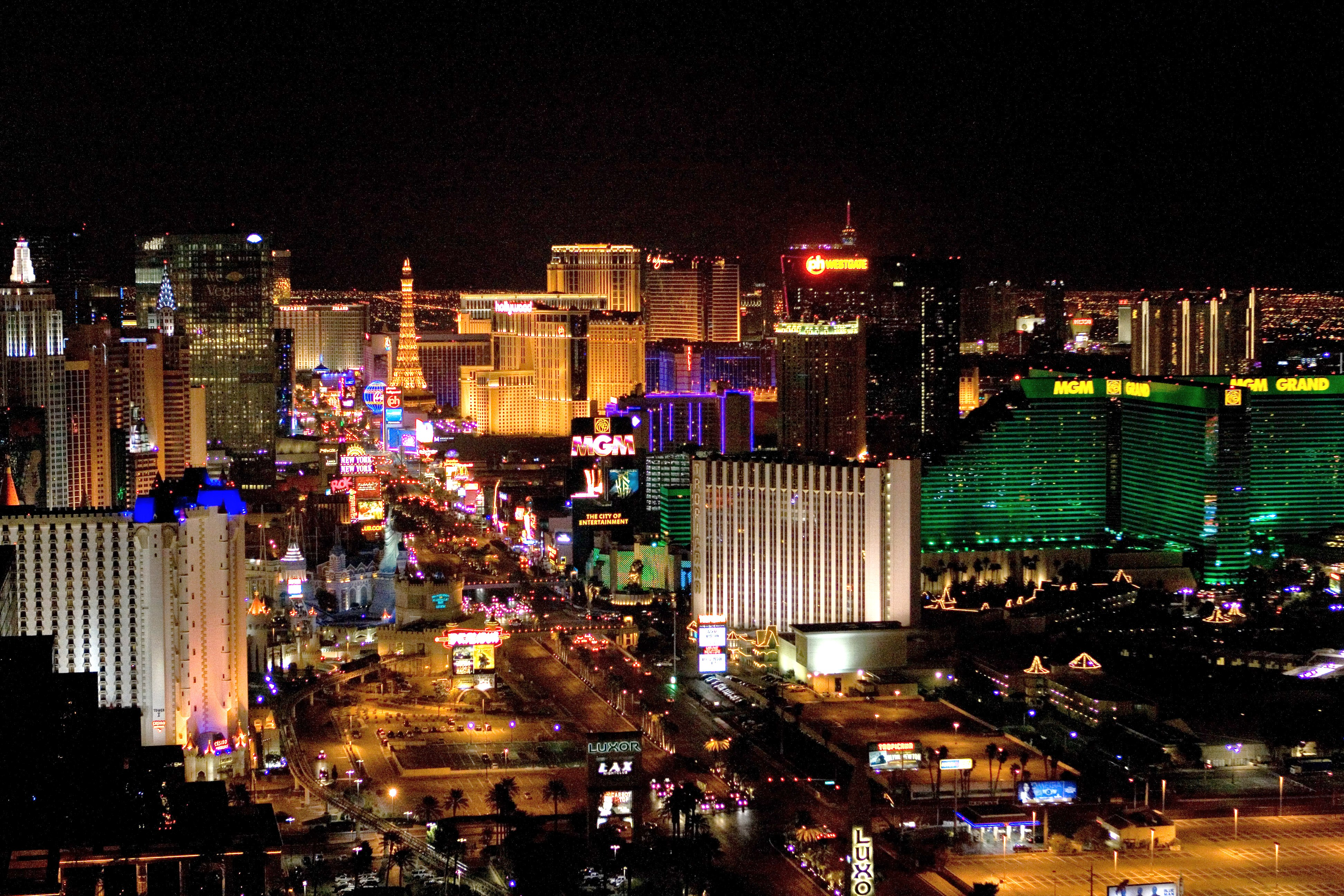
天堂城夜景

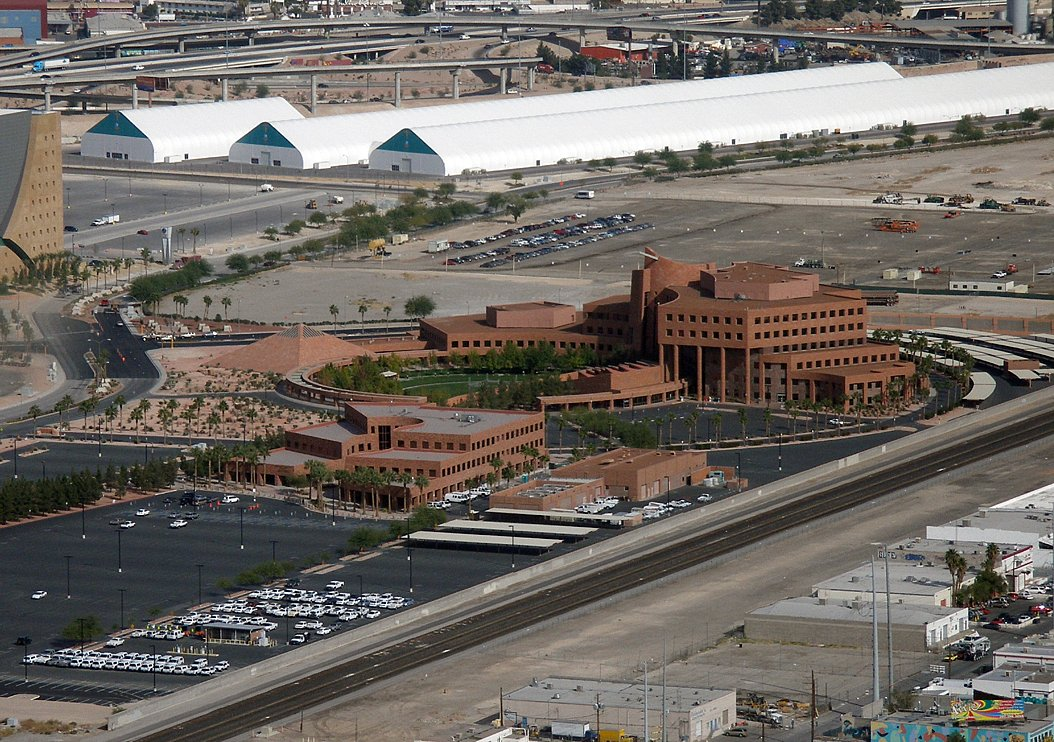
克拉克縣政中心

克拉克縣的總面積為20,955平方公里。根據2010年人口普查，克拉克縣共有人口1,951,269人，是全州人口最多的縣，佔了內華達州人口的3/4。克拉克縣亦是美國人口第13多的縣份。克拉克縣的縣治是著名的賭城拉斯維加斯。
克拉克縣是於1908年2月5日自林肯縣獨立，而縣政府則於1909年7月1日成立。縣名紀念開設鹽湖城至洛杉磯之間鐵路的威廉·A·克拉克（拉城開埠於1905年，最初是鐵路的中途站）。
克拉克縣是內華達州的其中一個主要旅遊目的地，而縣內亦有逾150,000間酒店或汽車旅館客房。克拉克縣完全位於拉斯維加斯-天堂都會區內。

## 地理
根據2000年人口普查，克拉克縣的面積為8,091平方英里（20,960平方），其中有7,910平方英里（20,500平方），即97.77%為陸地；180平方英里（470平方），即2.23%為水域。克拉克縣既是州中面積第六大的縣份，亦是美國面積第22大縣份。

### 毗鄰縣
- 內華達州 林肯縣：北方
- 內華達州 奈縣：西方
- 加利福尼亞州 因約縣：西南方
- 加利福尼亞州 聖貝納迪諾縣：南方
- 亞利桑那州 莫哈維縣：東方

### 建制市镇
| 自治体（市/镇）                         | 成立年份 | 人口（2018） |
| --------------------------------------- | -------- | ------------ |
| 博尔德城／巨石城（Boulder City）        | 1959     | 15,977       |
| 亨德森（Henderson）                     | 1953     | 310,390      |
| 拉斯维加斯／赌城（Las Vegas）           | 1911     | 644,644      |
| 梅斯基特 (內華達州)（Mesquite）         | 1984     | 19,079       |
| 北拉斯维加斯／北赌城（North Las Vegas） | 1946     | 245,949      |

### 人口普查指定地区
| 区                                                      | 人口（2018） |
| ------------------------------------------------------- | ------------ |
| 布鲁戴蒙德／蓝钻（Blue Diamond）                        | 424          |
| 邦克维尔（Bunkerville）                                 | 1,277        |
| 加内亚（Cal-Nev-Ari）                                   | 110          |
| 恩特普赖斯／企业城（Enterprise）                        | 155,773      |
| 古德泉／古德斯普林斯（Goodsprings）                     | 105          |
| 印第安泉／印第安斯普林斯（Indian Springs）              | 815          |
| 拉芙琳（Laughlin）                                      | 7,758        |
| 莫阿帕镇（Moapa Town）                                  | 1,169        |
| 莫阿帕谷／莫阿帕瓦利（Moapa Valley）                    | 6,840        |
| 芒特查尔斯顿／查尔斯顿峰（Mount Charleston）            | 443          |
| 纳尔逊（Nelson）                                        | 39           |
| 天堂城／帕拉黛丝／帕拉代斯（Paradise）                  | 231,858      |
| 桑迪谷／桑迪瓦利（Sandy Valley）                        | 1,228        |
| 瑟奇莱特（Searchlight）                                 | 310          |
| 斯普林瓦利／春谷（Spring Valley）                       | 195,646      |
| 桑默林南／夏林南／夏日林南／萨默林南（Summerlin South） | 26,059       |
| 森赖斯马诺／日出庄园／日升庄园（Sunrise Manor）         | 193,854      |
| 惠特尼（Whitney）                                       | 43,955       |
| 温彻斯特（Winchester）                                  | 28,130       |

## 人口
| 调查年     | 人口      | 备注 | %±     |
| ---------- | --------- | ---- | ------ |
| 1910       | 3,321     |      | —      |
| 1920       | 4,859     |      | 46.3%  |
| 1930       | 8,532     |      | 75.6%  |
| 1940       | 16,414    |      | 92.4%  |
| 1950       | 48,289    |      | 194.2% |
| 1960       | 127,016   |      | 163.0% |
| 1970       | 273,288   |      | 115.2% |
| 1980       | 463,087   |      | 69.5%  |
| 1990       | 741,459   |      | 60.1%  |
| 2000       | 1,375,765 |      | 85.5%  |
| 2010       | 1,951,269 |      | 41.8%  |
| 2011年估计 | 1,969,975 |      | 1.0%   |
| 來源：     |           |      |        |

### 2010年
根據2010年人口普查，克拉克縣擁有1,951,269居民，相比2000年上升了41.8%。克拉克縣的人口是由60.9%白人、10.5%黑人、0.7%土著、8.7%亞洲人、0.7%太平洋岛民和5.1%混血构成。而西班牙裔或拉丁美洲人佔了人口29.1%。
於2009年，美國人口調查局估計了克拉克縣的人口為1,902,834人，是美國人口增長速度最快的都會區之一。而克拉克縣大量的移民則來自加利福尼亞州。

### 2000年
根據2000年人口普查，克拉克縣擁有1,375,765居民、512,253住戶和339,693家庭。其人口密度為每平方英里174居民（每平方公里67居民）。克拉克縣擁有559,799間房屋单位，其密度為每平方英里71間（每平方公里27間）。克拉克縣的人口是由61.58%白人、10.18%黑人、0.79%土著、7.27%亞洲人、8.61%其他種族和4.20%混血构成。而西班牙裔或拉丁美洲人佔了人口21.96%。
在512,253住户中，有31.70%擁有一個或以上的兒童（18歲以下）、48.70%為夫妻、11.80%為單親家庭、而有33.70%為非家庭。其中24.50%住户為獨居，6.70%為同居長者。平均每戶有2.65人，而平均每個家庭則有3.17人。在1,375,765居民中，有25.60%為18歲以下、9.20%為18至24歲、32.20%為25至44歲、22.30%為45至64歲以及10.70%為65歲以上。人口的年齡中位數為34歲，每100個女性就有103.50個男性。而每100個成年女性（18歲以上）就有102.80個成年男性。
克拉克縣的住戶收入中位數為$53,536，而家庭收入中位數則為$59,485。男性的收入中位數為$35,243，而女性的收入中位數則為$27,077。克拉克縣的人均收入為$21,785。約7.90%家庭和10.80%人口在貧窮線以下，包括14.10%兒童（18歲以下）及7.30%長者（65歲以上）。